# Aulis Blomstedt
Pour les articles homonymes, voir Blomstedt.
Yrjö Aulis Uramo Blomstedt (né le 28 juillet 1906 à Jyväskylä – décédé le 21 décembre 1979 à Espoo) est un architecte finlandais.

## Carrière
Aulis Blomstedt obtient son baccalauréat en 1924 et sort diplômé de l'Université technologique d'Helsinki en 1930. Il travaille pour plusieurs cabinets d'architectes avant de créer son propre cabinet en 1945. 
À partir de 1958, Aulis Blomstedt est professeur d'architecture à l'Université technologique d'Helsinki. Il donne des cours entre-autres à Washington, écrit des articles dans ses revues d’architecture et fait plusieurs voyages d'études en Europe, aux États-Unis, au Japon et en Inde.
On considère que ses œuvres principales réalisés dans les années 1950 et 1960 sont les bâtiments résidentiels de Tapiola, les maisons d'ateliers de l'association des artistes finlandais à Tapiola en 1955 et l’agrandissement en 1959 de l'institut des travailleurs d'Helsinki (fi). 
Blomstedt participe aussi à plusieurs concours d'architectes internationaux dont une proposition pour le Palais impérial d'Éthiopie, pour la Maison de concerts d'Oslo, pour le Centre Beaubourg de Paris. 
Il développe le système de mesure Canon 60.

## Famille
Aulis Blomstedt est le fils de l'architecte Yrjö Blomstedt.
Aulis et son épouse Heidi, la fille Jean Sibelius, ont eu quatre enfants :  Juhana Blomstedt (1937-2010), Petri Blomstedt (1941-1997), Anssi Blomstedt (1945– ) et l'architecte Severi Blomstedt (1946– ). 
Les frères d'Aulis sont l'architecte Pauli Blomstedt et le chef d'orchestre Jussi Jalas.

## Galerie

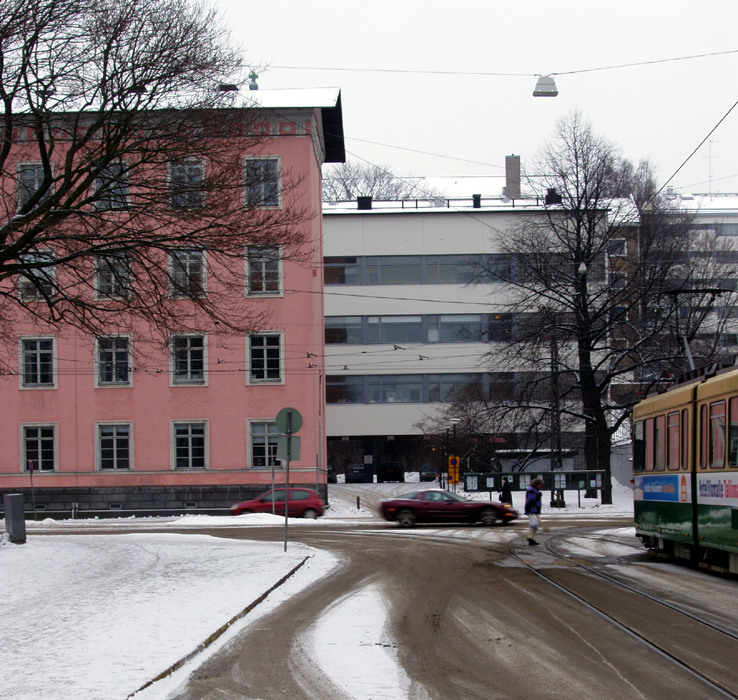
Le centre d'enseignement du finnois à Helsinki.
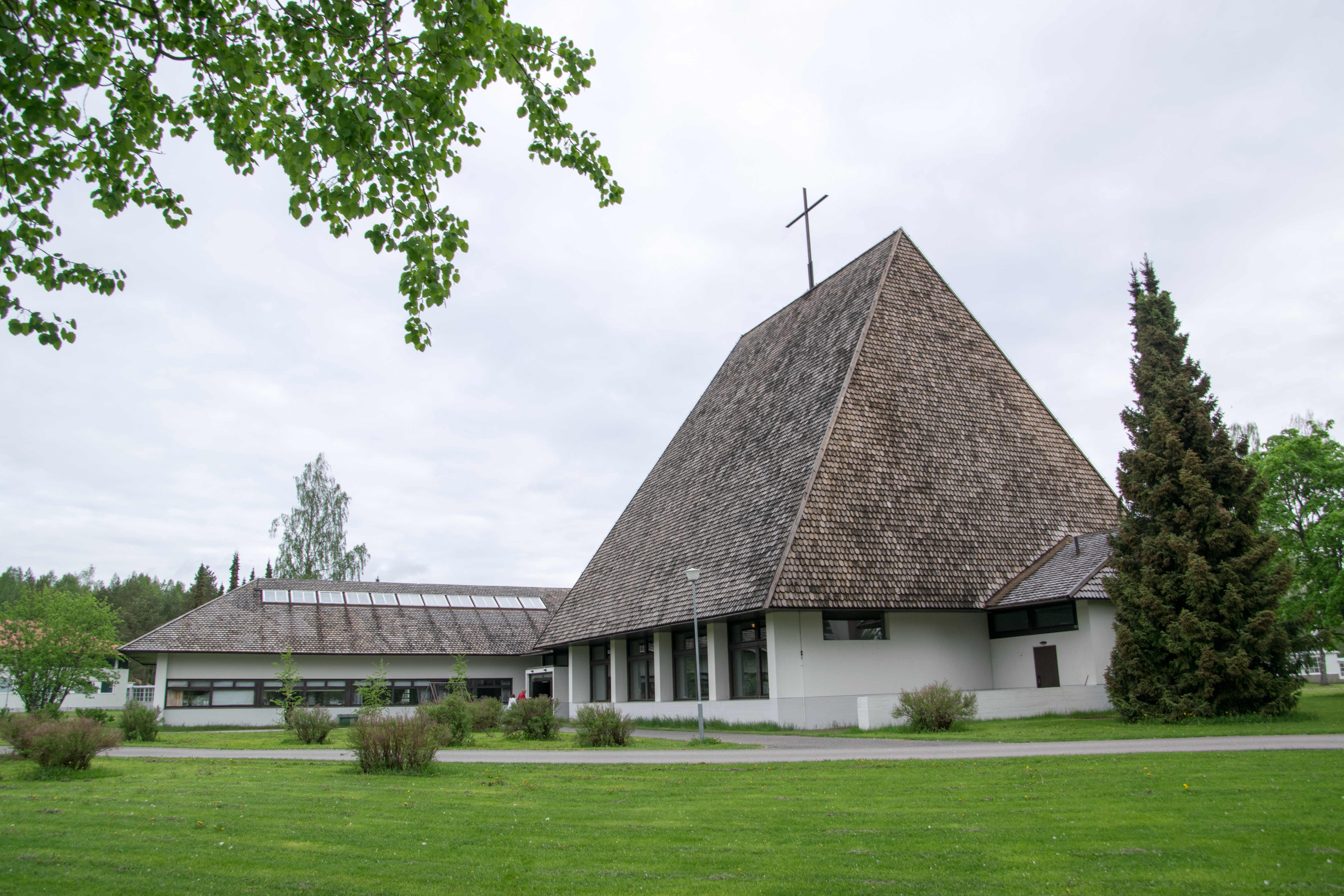
L'église de Vaalijalka.